# مازل (ربع)
مازُل، نام یکی از بخش‌های چهارگانه نیشابور قدیم که در شمال شهر امروزی نیشابور و در دامنه کوه‌های ریوند (بینالود امروز) گسترده شده و به خاطر باغستان‌ها و گردشگاه‌هایش معروف بوده است. ریواس این ناحیه از دوران قدیم، زبانزد خاص و عام بوده و آبادی‌هایی همچون فوشنجان و فرخک از آبادی‌های قدیم این ناحیه‌اند که در متون گوناگون تاریخی و جغرافیایی قدیم، از آنها نام برده شده است.

## ربع مازل
مازل، نام یکی از رَبع (بخش)های چهارگانه نیشابور قدیم است. که از چهار سو، شهر نیشابور را در میان گرفته بودند و آن‌ها عبارتند از: شامات، ریوند، مازل، بشتفروش. ربع‌ها نیشابور، از مرکز شهر (مسجد جامع)، در جهت صحرا و کوه، به چهار طرف، تا انتهای حدود و مرزهای ولایت (شهرستان) کشیده می‌شد. آنچه پیوسته به شهر بود «محله» و آنچه در صحرا و کوه بود «ربع» نامیده می‌شد. در کتاب «احسن‌التقاسیم»، از شهر مازل در کنار شهرهای یازده‌گانه ربع نیشابور نام برده شده که عبارتند از: بوزجان، زوزن، طرثیث، سابزوار، خسروجرد، آزادوار، خوجان، ریوند، مازل، مالن، جاجرم.

## وضعیت و ویژگی‌ها
محمد مقدسی، مازل را بخشی گرانمایه در شمال نیشابور، با دیه‌های شگفت‌انگیز توصیف کرده است که ریباس (ریواس) بسیار خوبی دارد. ابوعبدالله حاکم، این ناحیه را گردشگاه مردم ولایت (شهرستان) معرفی می‌نماید و می‌گوید: متنزّهات و مواضع تفرّج و تنزّه اهل بلده، قُرای این ربع است؛ و نقاطی همچون فرخک، بوسنقان (= فوشنجان) و باغ فرک را در این ربع نام می‌برد که در فصل‌های مختلف سال، گردشگاه مردم هستند. مقدسی نیز از روستای فوشنجان (بشتقان) این ناحیه یاد می‌کند که چهار بخش دارد، خانه‌هایش در میان باغ‌ها است و نهرهایشان می‌شکافند. او همچنین دربارهٔ ارزشمندی و گرانمایگی اراضی این ناحیه نوشته است: می‌گویند عمرولیث خواست یکی از بخش‌های فوشنجان را خریداری کند ولی دارایی‌اش بسنده نیامد، با اینکه معروف است هنگامی که به نیشابور آمد یک هزار بار کالا (دِرم) به همراه خود داشت. شنیدم که مردم به عمرو لیث گفته بودند: در این روستا درختانی هستند که هر یک ده درم تا ده دینار ارزش دارند. ما همه را یکی یک دینار، به تو می‌فروشیم. مقدسی از توقفگاه‌ها یا استراحت‌گاه‌های این ناحیه سخن می‌گوید که به پهنای یک فرسنگ بوده و امیر عمیدالدوله، قصد داشته است آنها را به شهر نیشابور متصل نماید. در تاریخ الحاکم، از چند وادی (کاریز) نام برده شده که به شهر نیشابور وارد می‌شود و یکی از آنها «وادی بوشنقان» (کاریز فوشنجان) است. در معجم‌البلدان، از محدثی به نام ابوالحسن محمد بن حسین معاذ نیشابوری مازلی (متوفی ۳۳۵ق) یاد شده است که منسوب به مازل می‌باشد.

## پانوشت‌ها
1. 1 2  ابوعبدالله حاکم نیشابوری (۱۳۷۵)، تاریخ نیشابور، ترجمهٔ محمد بن حسین خلیفه نیشابوری، با مقدمه و تصحیح و تعلیقات محمدرضا شفیعی کدکنی، تهران: آگه، ص. ص ۲۱۴
2. ↑  ابوعبدالله محمد بن احمد مقدسی (۱۳۶۱)، احسن التقاسیم فی معرفة الاقالیم، ترجمهٔ علینقی منزوی، تهران: شرکت مؤلفان و مترجمان ایران، ص. ج۲، ص۴۳۶
3. ↑  ابوعبدالله حاکم نیشابوری (۱۳۷۵)، تاریخ نیشابور، ترجمهٔ محمد بن حسین خلیفه نیشابوری، با مقدمه و تصحیح و تعلیقات محمدرضا شفیعی کدکنی، تهران: آگه، ص. ص۲۸۲
4. ↑  ابوعبدالله محمد بن احمد مقدسی (۱۳۶۱)، احسن التقاسیم فی معرفة الاقالیم، ترجمهٔ علینقی منزوی، تهران: شرکت مؤلفان و مترجمان ایران، ص. ج۱، ص۷۲
5. ↑  ابوعبدالله محمد بن احمد مقدسی (۱۳۶۱)، احسن التقاسیم فی معرفة الاقالیم، ترجمهٔ علینقی منزوی، تهران: شرکت مؤلفان و مترجمان ایران، ص. ج۲، ص۴۶۲-۴۶۳
6. ↑  ابوعبدالله حاکم نیشابوری (۱۳۷۵)، تاریخ نیشابور، ترجمهٔ محمد بن حسین خلیفه نیشابوری، با مقدمه و تصحیح و تعلیقات محمدرضا شفیعی کدکنی، تهران: آگه، ص. ص ۲۱۵
7. ↑  ابوعبدالله محمد بن احمد مقدسی (۱۳۶۱)، احسن التقاسیم فی معرفة الاقالیم، ترجمهٔ علینقی منزوی، تهران: شرکت مؤلفان و مترجمان ایران، ص. ج۲، ص۴۶۳
8. ↑  یاقوت بن عبدالله الحموی (۱۹۰۶)، معجم‌البلدان، قاهره: مطبعه السعادة، ص. ج۷، ص۳۶۲

## فهرست منابع
- «احسن‌التقاسیم فی معرفةالاقالیم»، تألیف ابوعبدالله محمد بن احمد مقدسی، ترجمه علینقی منزوی، تهران: شرکت مؤلفان و مترجمان ایران، ۱۳۶۱.
- «تاریخ نیشابور»، ابوعبدالله حاکم نیشابوری، ترجمه محمد بن حسین خلیفه نیشابوری، با مقدمه و تصحیح و تعلیقات محمدرضا شفیعی کدکنی، تهران: آگه، ۱۳۷۵.
- «معجم‌البلدان»، شهاب‌الدین ابی‌عبدالله یاقوت بن عبدالله الحموی الرومی البغدادی، قاهره: مطبعه السعادة، ۱۹۰۶م.